# کلیشه هندوانه

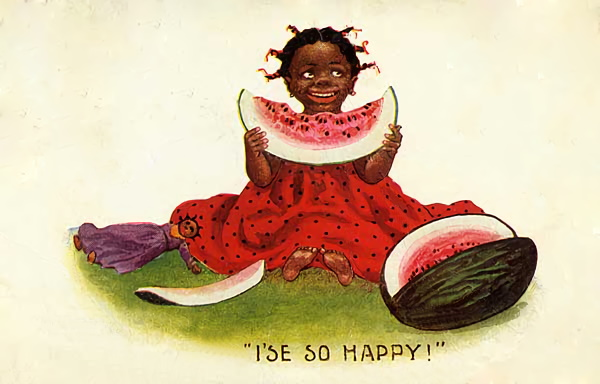
کارت پستالی با زیرنویس «من خیلی خوشحالم!»

کلیشه هندوانه از کلیشه‌های سیاه پوستان آمریکاست که بیان می‌دارد سیاه‌پوستان آمریکا اشتهای نامعمولی برای هندوانه دارند. این کلیشه در قرن ۲۱ام هم شایع مانده است.
هندوانه اقلاً از قرن نوزدهم به بعد از نمادهای عمدهٔ نشانه شناسی نژادپرستی در ایالات متحده آمریکا در آمریکا قلمداد شده‌اند. در صحت داشتن این کلیشه تردید شده است، ارزیابی ای انجام شده در ۱۹۹۴ تا ۱۹۹۶ نشان داده که سیاهپوستان که ۱۲٫۵ درصد جمعیت کشور را تشکیل می‌دهند فقط ۱۱٫۱ درصد از هندوانه آمریکا را مصرف می‌کنند.

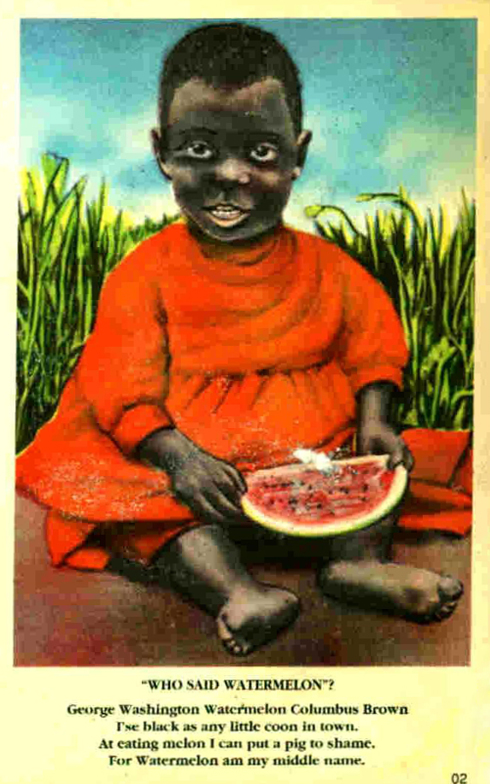

پیوند بین سیاهپوستان و هندوانه را تا حدی خنیاگران سیاهپوستی که در آهنگ‌های مردمی در برنامه هایشان از هندوانه می‌خوانند، ترویج کردند.

## نگارخانه

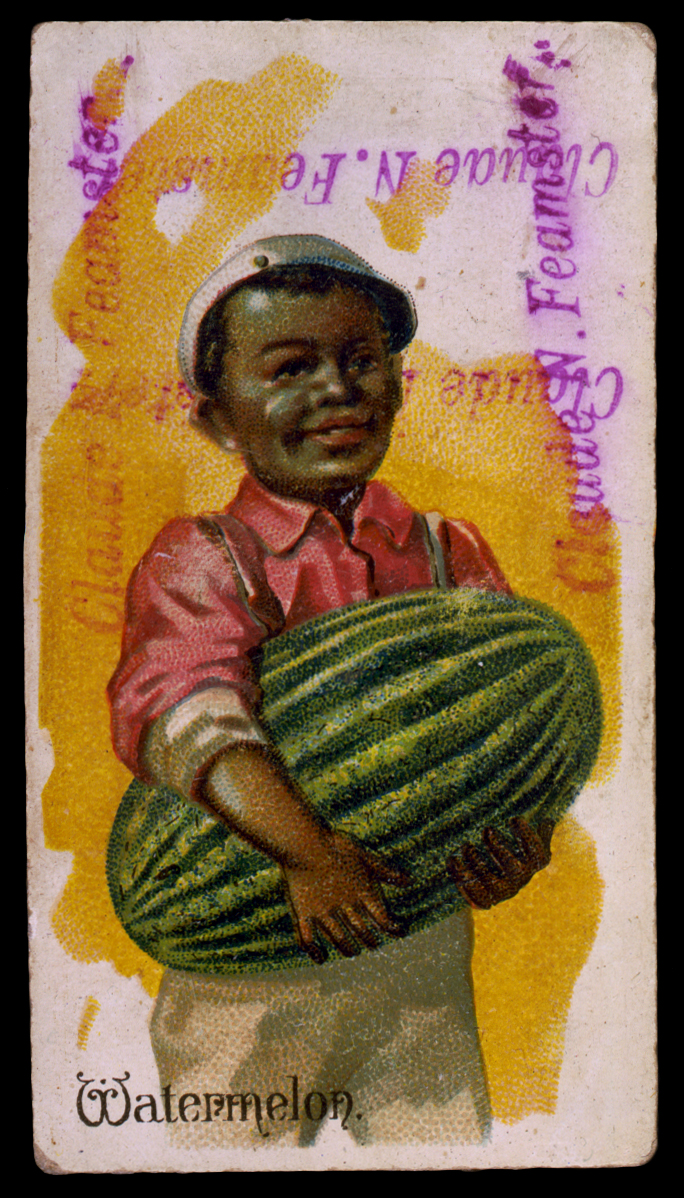
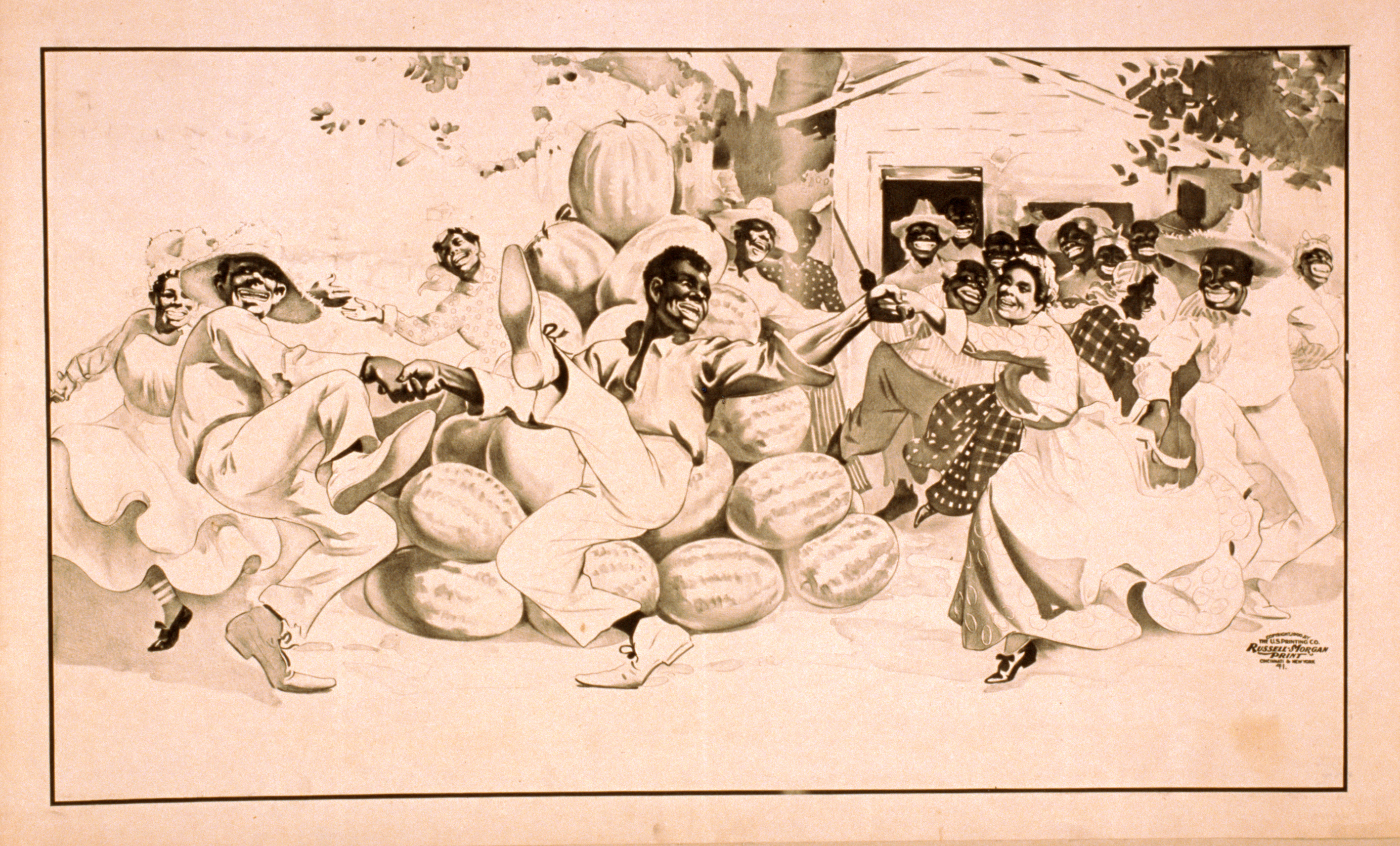
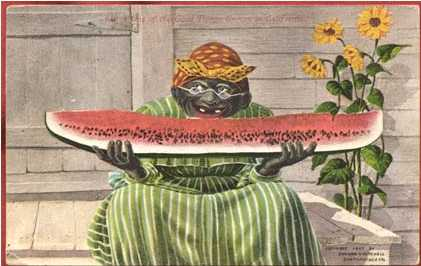
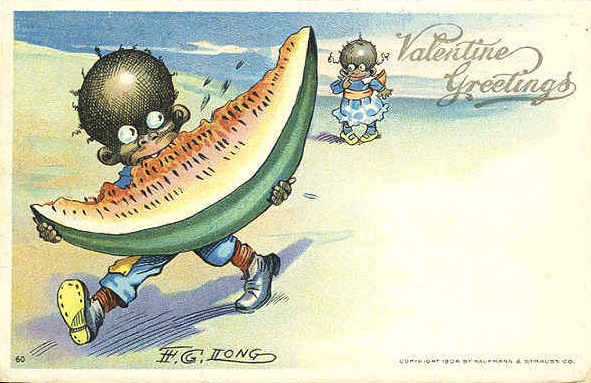
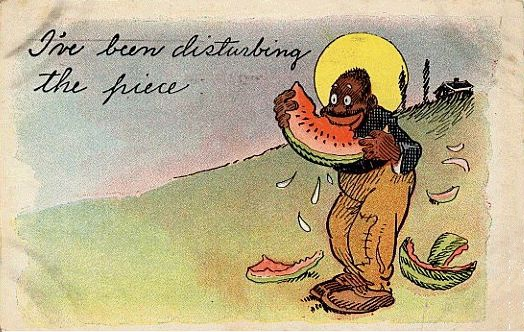
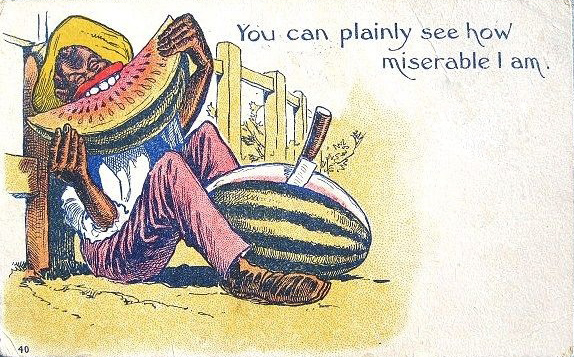
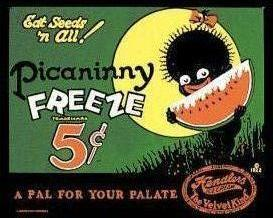
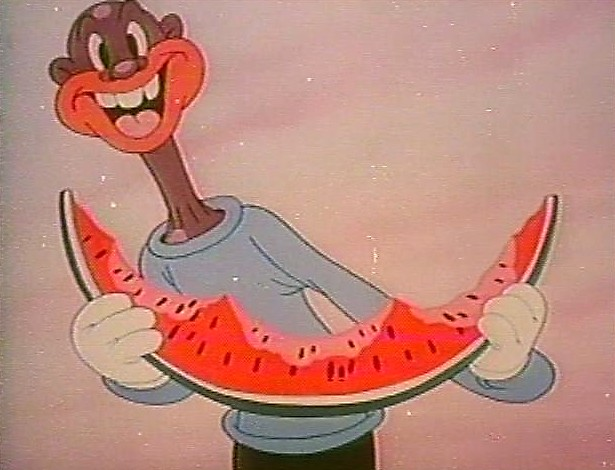
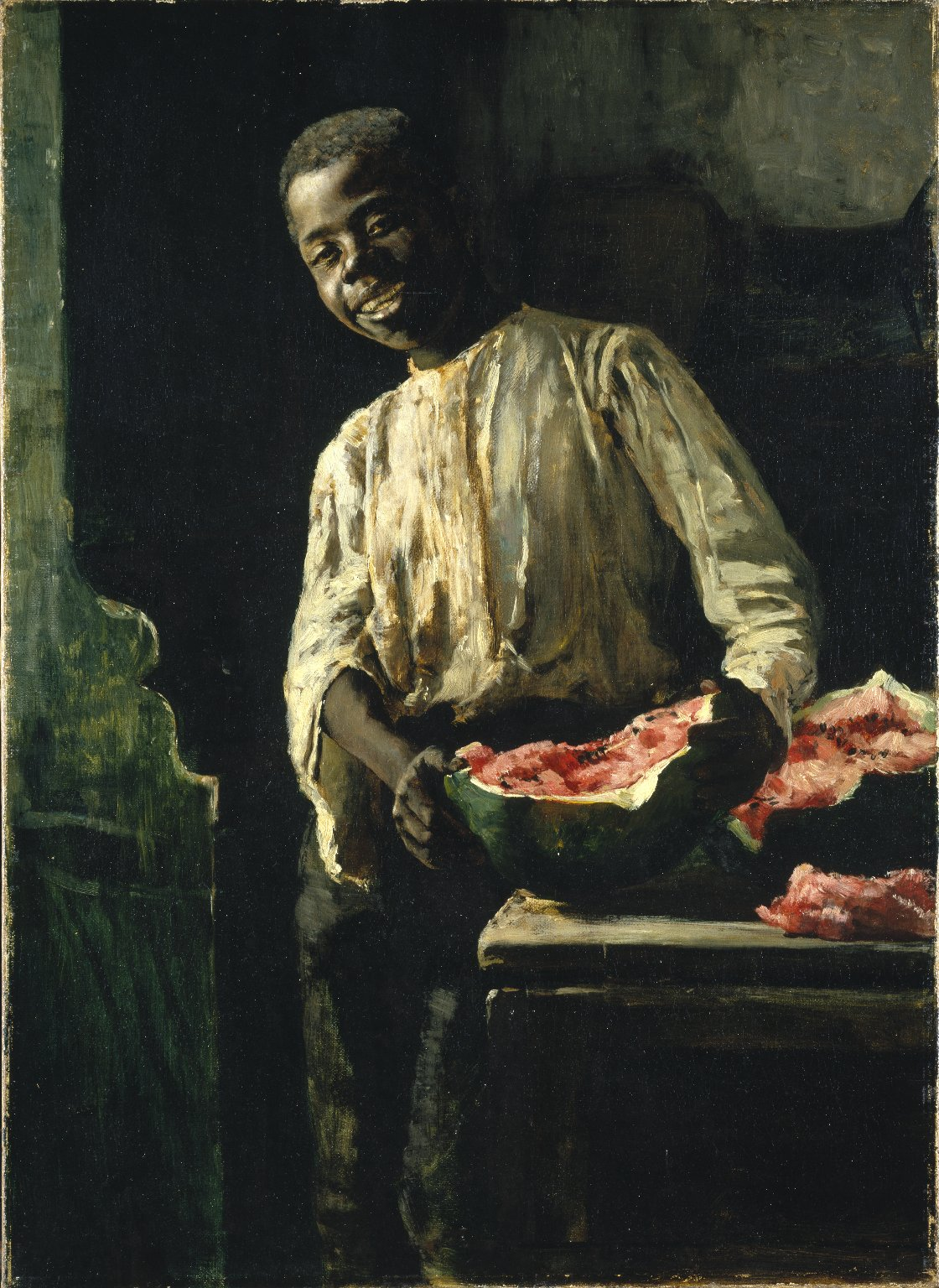